# Brachypogon nipponensis
Brachypogon nipponensis är en tvåvingeart som beskrevs av Wirth och Eileen D. Grogan 1988. Brachypogon nipponensis ingår i släktet Brachypogon och familjen svidknott. Inga underarter finns listade i Catalogue of Life.